# Ernesto Ambrosini
Ernesto Ambrosini (Italia, 29 de septiembre de 1894-4 de noviembre de 1951) fue un atleta italiano, especialista en la prueba de 3000 m obstáculos en la que llegó a ser medallista de bronce olímpico en 1920.

## Carrera deportiva
En los JJ. OO. de Amberes 1920 ganó la medalla de bronce en los 3000 m obstáculos, con un tiempo de 10:32 segundos, llegando a meta tras el británico Percy Hodge que con 10:00 batió el récord olímpico, y el estadounidense Patrick Flynn (plata con 10:21.1 segundos).